# Anaea amenophis
Anaea amenophis är en fjärilsart som beskrevs av Butler och Druce 1874. Anaea amenophis ingår i släktet Anaea och familjen praktfjärilar. Inga underarter finns listade i Catalogue of Life.